# The Old Dark House (1963)
The Old Dark House is een Amerikaanse horror-komedie uit 1963 onder regie van William Castle. De film is een remake van de film The Old Dark House uit 1932 onder regie van James Whale. De film is gebaseerd op de roman Benighted van J.B. Priestley.

## Rolverdeling
| Acteur           | Personage                |
| ---------------- | ------------------------ |
| Tom Poston       | Tom Penderel             |
| Robert Morley    | Roderick Femm            |
| Janette Scott    | Cecily Femm              |
| Joyce Grenfell   | Agatha Femm              |
| Mervyn Johns     | Potiphar Femm            |
| Fenella Fielding | Morgana Femm             |
| Peter Bill       | Casper/Jesper Femm       |
| Danny Green      | Morgan Femm              |
| John Harvey      | Receptionist van de club |